# اسماعیل دیاس
اسماعیل دیاس (انگلیسی: Ismael Díaz؛ زادهٔ ۱۲ مهٔ ۱۹۹۷) بازیکن فوتبال اهل پاناما است.
از باشگاه‌هایی که در آن بازی کرده‌است می‌توان به باشگاه فوتبال پورتو اشاره کرد. او همچنین در تیم‌های ملی فوتبال پاناما بازی کرده‌است.